# 川添麻美
川添 麻美（かわぞえ まみ、1982年8月14日 - ）は、元RKB毎日放送のアナウンサー。

## 経歴
神奈川県横須賀市出身。2歳上に姉がおり2人姉妹である。関東学院六浦高等学校を経て青山学院大学卒業後入社。学生時代、第8回新橋こいち祭のゆかた美人コンテストでグランプリを受賞した。小学校時代はトランペット鼓隊に所属しトランペットを演奏していた。中学、高校時代では吹奏楽部に所属しオーボエを演奏していた。大学時代ではアナウンス研究部に所属していた。
RKBでは池尻和佳子以来の女性アナで、後輩は武田早絵。2010年ごろまではバラエティを中心に担当。
2006年7月1日の地上デジタル放送開始を前に、同年4月、田中みずきより地上デジタル放送推進大使の任を引き継ぎ、イベントやCM出演などで地デジ普及PR活動を行っていた。2010年10月1日に仕事で一緒になることも多かった後輩・宮脇憲一に交代。
2010年9月12日、系列新聞（毎日新聞・スポニチ）で仕事を通じて知り合ったトヨタ自動車九州陸上競技部の今井正人と結婚することが報じられた。早くに結納も済ませ、今井が初マラソンとして第63回福岡国際マラソンに出場した際は、平和台陸上競技場でレースの行方を見守り、その後「婚約者」としてスポニチを含めた他のメディアから取材を受けている。当初は結婚を機に退職し、専業主婦として今井を支えるつもりであったが、2011年3月11日に発生した東日本大震災（東北地方太平洋沖地震）によって今井の実家が被災した事情から、夫婦で話し合った結果「自分たちにできるのは互いに目の前にあることを続けること」という結論に至り、一旦退職を取り消し、退社を11か月遅れとして翌年2月いっぱいまで仕事を続けた。実は退職を先送りしていた期間に妊娠しており、それも退社のきっかけとなったことが出演番組のブログで明らかにされた。
2019年4月に第3子が生まれ、今では3児の母である。

## 人物
- 長期出張中に自宅のトースターの中に通帳を隠していたものの、気付かずに食パンを入れて通帳ごと焼き、“あわや大惨事”だったという[3]。
- 2010年の別府大分毎日マラソンではスタート地点のリポートを担当。2009年頃から『瞬感スポーツ』を担当。

## RKBでの出演番組
テレビ
- 原千晶の北九州バナナ
- チャートバスターズR!（2009年3月まで出演）
- 九州青春銀行 「アトリエブラヴォ」コーナー担当（2009年3月に番組終了）
- 瞬感スポーツ キャスター（2011年2月まで出演）
- 深夜の番組宣伝
  - 今夜もマミーゴ!!（2007年3月まで、前身は『毎日宣隊JILLY』）
  - 川添学園マミーゴ先生（2008年9月に番組終了）
- 世界バリバリ★バリュー春のセレブ祭（毎日放送制作・2006年4月12日）
- 世界陸上大阪大会応援たすきキャラバン・RKB毎日放送代表
- Hana*テレビ （北海道放送制作・2010年3月18日）
- 今日感テレビ 水曜日芸能コーナーアシスタントほか

ラジオ
- はっちゃけ（2011年3月まで出演）
- 中西一清スタミナラジオ（木・金曜アシスタント、2011年6月から退社まで）